# EdgeX Foundry
EdgeX Foundry是一個供應商中立、由Linux基金會主持、用來提供一個通用的工業級物聯網邊緣運算的開源平台。核心由一組不同的鬆耦合的微服務在不同的軟體層所架構而成。

## 佈署
EdgeX Foundry與Windows、macOS以及Linux系統相容。不過開發者有提供預先建立好可以使用的每一個元件的docker容器。貯藏庫提供一系列使用於針對所選擇的目標版本而可以輕易設定的 docker-compose 檔案。

## 外部連結
- Official website（页面存档备份，存于）
- Official Wiki（页面存档备份，存于）
- Github organization（页面存档备份，存于）